# تانتو كاردينال
تانتو كاردينال هي ممثلة كندية، ولدت في 20 يوليو 1950 بأنزاك في كندا. من الجوائز التي نالتها جائزة إيرل غراي ‏ سنة 2017.

## أعمال

### أفلام
- (1990) يرقص مع الذئاب[10][11]
- (1994) أساطير الخريف[12][13]
- (2017) ويند ريفر

### مسلسلات
- حدود
- غودليس

## جوائز
- جائزة إيرل غراي [الإنجليزية]‏ (2017)

## وصلات خارجية
- تانتو كاردينال على موقع IMDb (الإنجليزية)
- تانتو كاردينال على موقع ألو سيني (الفرنسية)
- تانتو كاردينال على موقع ميوزك برينز (الإنجليزية)
- تانتو كاردينال على موقع أول موفي (الإنجليزية)
- تانتو كاردينال على موقع قاعدة بيانات الأفلام السويدية (السويدية)
- تانتو كاردينال على موقع قاعدة بيانات الفيلم (الإنجليزية)
- تانتو كاردينال على موقع كينوبويسك (الروسية)